# Joan Soteras Vigo
Joan Soteras Vigo (Sabadell, 31 d'agost de 1948) és director d'una fàbrica de tints i acabats, actual vicepresident de la Federació Espanyola de Futbol, president de la Federació Catalana de Futbol i expresident del Centre d'Esports Sabadell.

## Biografia
És tècnic diplomat en tintoreria tèxtil. Casat, té tres fills i quatre nets.

### Presidència del CE Sabadell
Entre 1984 i 1990 fou vicepresident del CE Sabadell, quan l'equip va jugar a primera divisió dues temporades entre 1986 i 1988, i en fou el president des de 1994 però no va aconseguir revifar el club, que llavors jugava a Segona Divisió B, i fou rellevat el 1996 per l'administrador judicial Eugeni Sànchez Castelló.
Va tornar a la presidència del CE Sabadell l'estiu de 2006, quan l'equip va baixar a tercera divisió, ascendint a Segona B aquella temporada, i després d'un segon any a Segona B, i un Play off fallit contra la Real Unión de Irún, va ascendir a Segona divisió després d'un altre Play off contra la SD Eibar en 2011, i aquell any Soteras fou nomenat vicepresident de la Federació Catalana de Futbol. Al cap d'uns anys, finalment, va deixar el club quan aquest fou adquirit per un empresari japonès, Keisuke Sakamoto, el 2013.

### Presidència de la Federació Catalana de Futbol i Vicepresidència de la RFEF
A finals de juliol de 2018 Andreu Subies va anunciar que deixava la presidència de la Federació Catalana de Futbol per unir-se al projecte de Luís Rubiales a la Reial Federació Espanyola de Futbol. Fou rellevat en el càrrec per Joan Soteras i es va obrir un nou procés electoral, on Soteras fou nomenat President de la Federació el 18 de setembre del mateix any.
El 2019 fou nomenat Vicepresident de la Reial Federació Espanyola de Futbol. En el mateix acte, Rubiales va nomenar vicepresidents ha als Presidents de la Federació Valenciana de Futbol, Salvador Gomar, així com al de la Federació Asturiana de Futbol, Maxi Martínez.
El 2022, com a president de la Federació Catalana, es va posicionar favorable a acollir la Selecció de futbol d'Espanya a l'estadi del RCD Espanyol per primera vegada en 18 anys.

### Reelecció de la Presidència a la Federació Catalana
El 2022 va revalidar el càrrec fins al 2026 en unes eleccions on es va imposar amb 396 vots, per davant dels candidats Àlex Talavera (370), Juanjo Isern (238) i Pep Palacios (23). Dins de la seva candidatura va proposar implementar un nou sistema de competició per al futbol amateur i el futbol base basat en el model anglès, que primés els ascensos respecte als descensos i crear una ciutat esportiva per a la FCF. Les eleccions es van haver de repetir per ordre del Tribunal Català de l'Esport (TCE) que va dictaminar irregularitats en la invalidació de 175 vots, encara que sense sancions ni infraccions.
Soteras va sortir guanyador a les eleccions celebrades el 12 de febrer de 2023 amb 503 vots, per sobre de la candidatura de Juanjo Isern, que en va obtenir 335 i la de Pep Palacios, que en va obtenir 12. Talavera i Isern van presentar recurs, que finalment fou desestimat pel TCE el mes de juny.
L'agost de 2023 va acceptar les disculpes de Luis Rubiales en el cas de la polèmica pel seu comportament durant la Final de la Copa del Món Femenina de Futbol de 2023, i va anunciar que convocaria la comissió executiva de la Federació catalana per analitzar el cas. Després de les polèmiques declaracions va acabar dimitint com a Vicepresident de la Reial Federació Espanyola de Futbol. Després de diversos intercanvis de retrets amb el Govern català, en la reunió de la comissió executiva de la FCF, i un cop totes les federacions territorials espanyoles havien demanat per unanimitat la dimissió de Rubiales, la FCF va emetre un comunicat demanant també la seva dimissió.

### Actituds masclistes
En setembre de 2024 Paquita Linares, exdirectiva de la Federació va presentar una acció judicial contra Soteras Vigo per lesions i calúmnies i ser acosada pel fet de ser dona. L'1 de setembre de 2023, el Parlament de Catalunya va demanar-li la dimissió per la conducta i l'actitud masclistes arran del seu comportament en el Cas Rubiales. En 10 d'abril de 2024, en una entrevista a Catalunya Ràdio va manifestar que no faria complir a la federació o als clubs la Llei 17/2015, del 21 de juliol, d'igualtat efectiva de dones i homes.

### Investigació per corrupció i frau
En 2024 se l'investiga per un possible frau en les eleccions a la Federació Catalana de Futbol de 2023, falsedat documental, falsedat en document privat i administració deslleial per una denúncia del candidat Joan Josep Isern, per preteses irregularitats en la composició de les meses, coaccions o promeses de tracte de favor a canvi dels vots dels clubs i falsificacions de les signatures dels representants dels clubs per a manipular-ne el vot. El 21 de juny de 2024, el Govern de la Generalitat de Catalunya va demanar formalment la seva dimissió del càrrec.